# Гавриловка (Смоленская область)
Гаври́ловка — деревня в Рославльском районе Смоленской области России. Входит в состав Сырокоренского сельского поселения. Население — 5 жителей (2007 год). 
Расположена в южной части области в 44 км к северо-востоку от Рославля, в 19 км севернее автодороги А101 Москва — Варшава («Старая Польская» или «Варшавка»), на берегу реки Соложа. В 30 км севернее деревни расположена железнодорожная станция Жегловка на линии Смоленск — Сухиничи.

## История
В годы Великой Отечественной войны деревня была оккупирована гитлеровскими войсками в августе 1941 года, освобождена в сентябре 1943 года.